# Ligyra bizona
Ligyra bizona är en tvåvingeart som först beskrevs av Walker 1850.  Ligyra bizona ingår i släktet Ligyra och familjen svävflugor. Inga underarter finns listade i Catalogue of Life.